# Elvira Trovato
Elvira Trovato es una deportista italiana que compitió en taekwondo. Ganó una medalla de oro en el Campeonato Europeo de Taekwondo de 1980 en la categoría de –52 kg.

## Palmarés internacional
| Campeonato Europeo | Campeonato Europeo     | Campeonato Europeo | Campeonato Europeo |
| Año                | Lugar                  | Medalla            | Categoría          |
| ------------------ | ---------------------- | ------------------ | ------------------ |
| 1980               | Copenhague (Dinamarca) | Medalla de oro     | –52 kg             |